# Placas de Toynbee

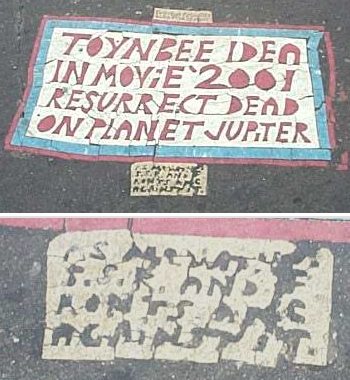
Arriba: placa de Toynbee grande encontrada en el centro de Washington, D.C.
Abajo: placa que aparentemente menciona a la URSS, la cual había desaparecido varios años antes de que se tomara esta fotografía.

Las placas de Toynbee son mensajes de origen desconocido encontradas en calles de grandes ciudades de los Estados Unidos y cuatro capitales de países de América del Sur. Desde los años ochenta se han descubierto cientos de placas. Generalmente son del tamaño de una placa de automóvil (aproximadamente 30 cm por 15 cm), pero algunas veces han sido más grandes. Las placas contienen variaciones de la siguiente inscripción:

IDEA TOYNBEE 

EN LA PELÍCULA `2001

RESUCITAN LOS MUERTOS

EN EL PLANETA JÚPITER

Algunas de las placas más elaboradas también incluyen declaraciones políticas crípticas o invitan a los lectores a crear e instalar placas similares en su ciudad. El material usado para hacer las placas fue un gran misterio, pero se ha encontrado evidencia de que la mayoría están hechas de capas de linóleo y compuestos de asfalto. A mediados de los años noventa comenzaron a aparecer artículos sobre las placas, aunque las referencias a las mismas comenzaron a aparecer a mediados de la década de los ochenta.

## Historia
Las placas de Toynbee fueron fotografiadas por primera vez a finales de los ochenta, y la primera referencia conocida apareció en 1994 en el periódico The Baltimore Sun. Sin embargo, en 1983, el periódico The Philadelphia Inquirer publicó una historia que hacía referencia a la campaña llevada a cabo en Filadelfia creada para resucitar a los muertos en Júpiter que tiene una idea similar a lo expresado en las placas.
En los Estados Unidos, se han visto placas en el oeste en Kansas City, Misuri, en el norte en Boston, Massachusetts, y en el sur en Washington D. C. Desde 2002, pocas placas que se consideraban parte del trabajo del artista original han aparecido en Filadelfia, aunque una destacable apareció en la zona suburbana de Connecticut en 2006. Asimismo, otras aparecieron en Nueva Jersey en 2008. Otras copias de placas han sido vistas en Noblesville, Indiana, Buffalo, New York, y en la Costa Oeste, incluyendo ciudades como San Francisco, California; Portland, Oregón; y Roswell, Nueva York. Placas adicionales fueron observadas en el centro de Tulsa, Oklahoma en 2013 y en Detroit, Míchigan en 1997. Se considera que muchas otras placas creadas por el artista original han sido borradas debido al tránsito, pero las placas más viejas se encuentran en Pittsburgh, Pensilvania; St. Louis, Misuri; Cincinnati y Cleveland, Ohio; y en América del Sur, entre otras locaciones.
El 19 de junio de 2013 aparecieron placas que se parecían a las placas de Toynbee en Topeka, Kansas. Sin embargo, fueron removidas por la tarde del día siguiente. Menos de un mes más tarde, el 17 de julio de 2013, apareció otra placa parecida en una calle de Salt Lake City, Utah.
Las placas más recientes han sido añadidas al pavimento de varias de las autopistas más importantes, incluyendo la interestatal 476 en el Condado de Delaware, y en la interestatal 95. Aproximadamente se encontraron seis más en la autopista U.S. 1 comenzando en Drexel Hill en el Condado de Delaware en 2007 y 2008. Estas placas son mucho más grandes que las originales.

## Interpretaciones

### Personas y cosas referidas

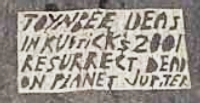
Placa de Toynbee que se encuentra a una cuadra de la Casa Blanca.

El término "Toynbee" puede referirse al historiador Arnold J. Toynbee o al cuento corto de Ray Bradbury llamado "The Toynbee Convector". Se cree que "Kubrick's 2001" es una referencia a la película 2001: A Space Odyssey, coescrita y dirigida por el cineasta Stanley Kubrick. La mayoría de las placas contienen textos similares al ya mencionado. La escritura de las placas es pobre y de baja calidad.
Una placa que se encontraba en Santiago de Chile menciona una dirección en Filadelfia, Pensilvania: 2624 S. 7th Philadelphia, PA. Los ocupantes actuales de la casa no saben nada de las placas y están cansados de que las personas les hagan preguntas relacionadas. De acuerdo al documental de 2011 Resurrect Dead: The Mystery of the Toynbee Tiles, la residencia pertenece a un creador de placas. Muchos entusiastas del tema creen que una persona nativa de Filadelfia creó las placas de Toynbee debido al gran número de placas que aparecen en la ciudad.

### Posibles temas

#### "La Idea"
De acuerdo a varias cartas escritas por un supuesto creador de placas, "la idea de Toynbee" está basada en un fragmento del libro de Arnold Toynbee titulado Experiencias, páginas 139-142:
La naturaleza humana presenta a la mente humana un rompecabezas que no ha podido y quizá jamás pueda resolver. La dicotomía de un ser humano dividido en "alma" y "cuerpo" no es un hecho o experiencia. Nadie ha sido, o conocido a, un alma humana sin cuerpo... Alguien que acepta—como es mi caso—la manera en la que la ciencia ve el Universo hoy en día encontrará imposible creer que una criatura viva, una vez muerta, pueda volver a la vida otra vez; pero, si lo llegase a considerar estaría pensando de manera más "científica" si pensara en los términos cristianos de una resurrección psicosomática en vez de los términos shamanísticos de un espírito sin cuerpo.

#### Calentador de Toynbee
Otra interpretación posible es que la referencia de Toynbee proviene del cuento del escritor de ciencia ficción Ray Bradbury El calentador de Toynbee, el cual alude a la idea de Toynbee de que para sobrevivir, la humanidad debe esforzarse por encontrar su futuro, es decir, creer en un mundo mejor. Y siempre debe dirigirse hacia un lugar más allá de lo posible prácticamente para alcanzar algo. Siguiendo esta línea de pensamiento, el mensaje puede ser que la humanidad debería tratar de colonizar Júpiter o proponerse algo más grande para sobrevivir.
El cuento corto de Arthur C. Clarke titulado Júpiter V contiene elementos en común con la película de Stanley Kubrick 2001: A Space Odissey y varias menciones de Toynbee.

#### Obra de David Mamet
Otra explicación podría ser que las placas citan a una obra de David Mamet, titulada 4 A.M., y escrita en 1983. La obra fue publicada en la colección Goldberg Street: Short Plays and Monologues en 1985. En la obra, un locutor de radio escucha impacientemente a una persona quien afirma que la película 2001, basada en los escritos de Arnold Toynbee, habla del plan de reconstituir la vida en Júpiter. El locutor explica inmediatamente los errores de la suposición de la persona y las falacias lógicas que tiene. Mamet ha comentado que cree que las placas son un homenaje hacia él.

#### Show de radio de Larry King
Varios investigadores del documental de 2011 titulado Resurrect Dead afirman haber descubierto evidencia que data de antes de la obra de Mamet, incluyendo una llamada realizada en 1980 por el creador original al programa de radio de Larry King. Adicionalmente, este documental cita un artículo del periódico The Philadelphia Inquirer publicado el 13 de marzo de 1983 titulado: "Teorías: ¿me lo podría repetir?" escrito por Clark DeLeon, el cual contiene una conversación entre DeLeon y James Morasco:
Llámeme escéptico, pero he pasado malos momentos intentando creer la idea de James Morasco de que el planeta Júpiter sería colonizado al traer a la vida a todas las personas que han fallecido en la Tierra. Morasco explicó que es un trabajador social en Filadelfia y que la idea se le ocurrió mientras leía un libro del historiador Arnold Toynbee, cuya teoría de revivir a los muertos fue proyectada en la película 2001: A Space Odyssey. Es por ella que está tratando de salir en programas de televisión y en periódicos para difundir el mensaje. Incluso ha fundado una organización de la colonización de Júpiter llamada la Asociación Minoría.
Por lo tanto, la solución más probable es que la obra de Mamet fue escrita con base en el concepto de Morasco.

#### Filadelfia

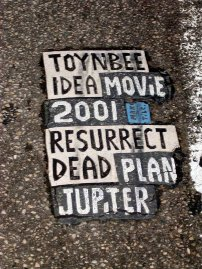
Un estilo diferente de placa de Toynbee encontrada en la esquina de la calle 13th y Chestnut Sts. en Filadelfia.

Un complejo de cuatro placas fue encontrado en las calles 16th y Chestnut Streets en Filadelfia. Las placas consistían en cuatro paneles de una letra itálica impresa apenas legible. Este trabajo puede ser leído como una queja hacia los enemigos del artista. Una posible transcripción del mensaje es: 
La referencia de revivir a los muertos en el planeta Júpiter podría ser una referencia al tema de la película 2001, en la cual varios astronautas que han tenido entrenamiento secreto son revividos a su llegada a Júpiter. "John Knight" puede ser una referencia al editor del periódico estadounidense John S. Knight, y K.Y.W. puede referirse a KYW-TV.

## Creador

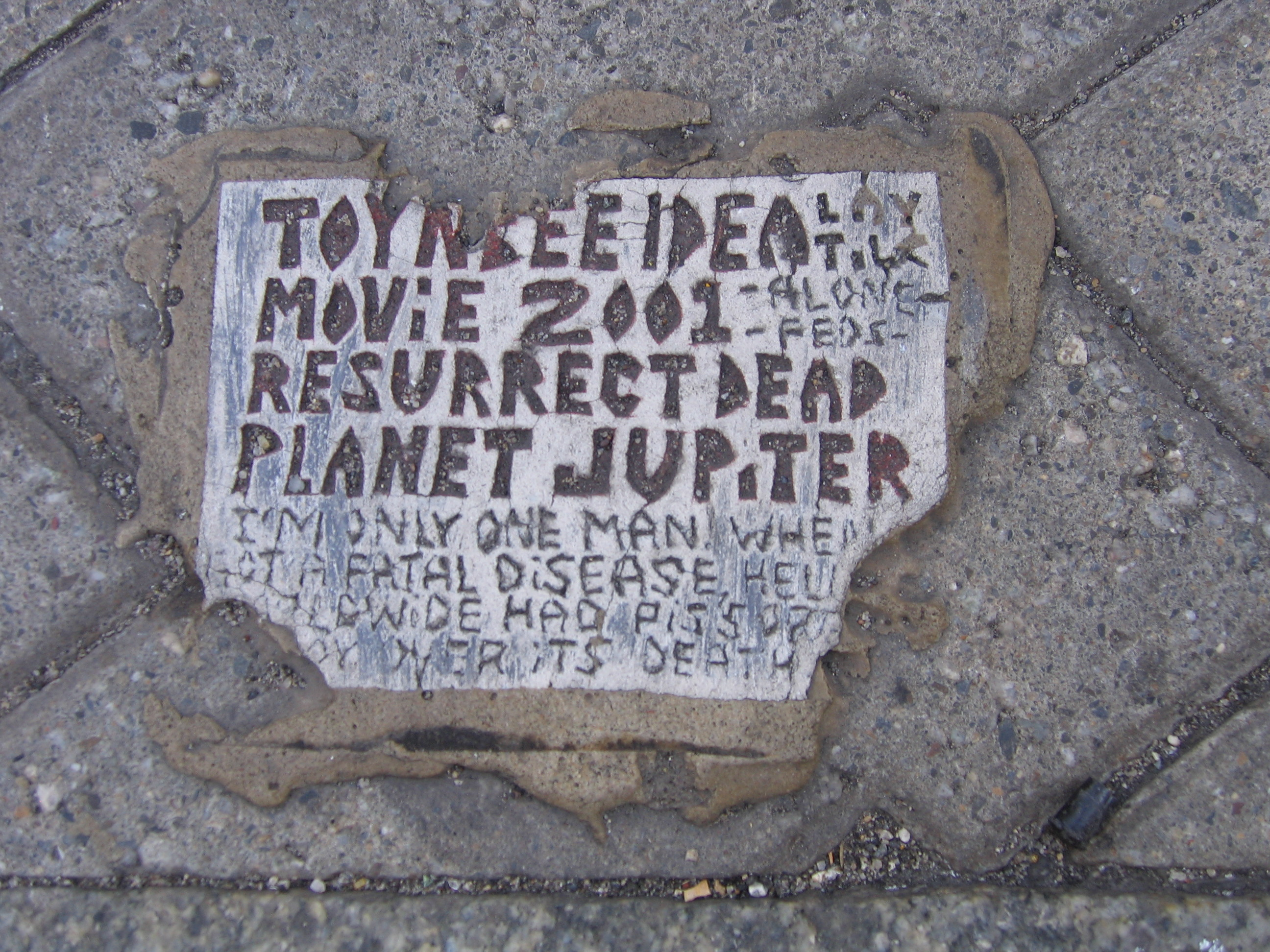
Placa Toynbee en el cruce de las calles Broad Street y Chestnut Street en Filadelfia EUA.

Las placas parecen ser obra de una sola persona, originalmente se pensó que eran obra de James Morasco (6 de mayo de 1915 – 15 de marzo de 2003), un carpintero de la ciudad de Filadelfia. Morasco habría tenido alrededor de 70 años cuando las placas aparecieron. Morasco murió en 2003, pero aun así han aparecido más placas desde entonces en Filadelfia.
En 2003, el escritor y editor del periódico Kansas City Star, Doug Worgul, descubrió una placa de Toynbee en la esquina de la calle 13th y Grand en el centro de la ciudad de Kansas. Escribió posteriormente sobre el misterio de las placas de Toynbee en un artículo publicado en el sitio web de The Star. El artículo ha sido citado frecuentemente en artículos posteriores sobre el fenómeno. Worgul afirmó haber tenido una charla por teléfono con la viuda de James Morasco. La mujer fue evasiva sobre el tema de las placas. Worgul usó lo que sabía sobre las placas para construir su novela publicada por Macmillan Publishers en 2009 Thin Blue Smoke.
El documental de 2011 Resurrect Dead: The Mystery of the Toynbee Tiles presenta evidencia de que el creador era un residente de la ciudad de Filadelfia llamado Severino "Sevy" Verna, quien usó el nombre "James Morasco" como un alias. Verna, supuestamente, colocó las placas mediante un agujero en el piso de su coche para transmitir un mensaje sobre sus teorías.
Entre los años 2002 y 2007 aparecieron muchas placas diseñadas con letra diferente y tendían a omitir palabras que eran encontradas en las originales.
Se descubrieron placas a principios de 2007 que eran bastante similares a las originales, lo que llevó a creer que todo había sido obra de una sola persona. El tipo de letra y el mensaje eran los mismos que en las anteriores. Estas placas fueron pegadas con pegamento con una capa más gruesa que en las originales.

## Uso

### Despliegue
En entusiasta del tema, Justin Duerr, dice haber encontrado y examinado una placa que había sido colocada recientemente. Esta nueva placa estaba envuelta en papel y puesta en una calle concurrida una mañana. Por lo que descubrió, Duerr cree que debido a la presión que ejercen los automóviles que circulan por ahí el papel desaparece eventualmente antes de exhibir el mensaje.
Un sitio web dedicado a las placas de Toynbee reportó el hallazgo de una placa encontrada en Pittsburgh que incluía algún tipo de instrucciones que el lector transcribió como "linóleo, pegamento de asfalto en varias capas, después colocar papel sobre el mismo para que la proteja de las llantas". Esta placa estaba localizada cerca de un hotel Hilton.

### Destrucción, conservación, y reconocimiento público
Las placas que se encuentran en la mitad de carreteras con mucho tránsito y en autopistas tienden a borrarse rápidamente y ser víctimas de la repavimentación. Las placas más pequeñas y aquellas localizadas en sitios más alejados suelen estar en mejor condición.
Cientos de placas han sido destruidas debido al mantenimiento general de carreteras. La ciudad de Chicago ha declarado que las placas son consideradas "vandalismo" y todas aquellas encontradas allí son quitadas, debido a que son consideradas como algo "no diferente al graffiti".
Un gran conjunto de placas fue destruido cuando la calle Chestnut Street en Filadeldia fue repavimentada. Una placa localizada en la esquina de las calles Talcahuano y Santa Fe en Buenos Aires, Argentina, ha sido dañada desde 1996 y es imposible de leer.
No hay una agencia pública o privada que se encargue de conservar las placas de Toynbee. Muchas placas existen sólo en fotografía tomadas antes de su destrucción. Las placas han tenido atención de medios de comunicación europeos y americanos, incluyendo el The New York Times, The Chicago Sun Times, Spiegel Online y NPR. En 2011, los cineastas de Filadelfia Justin Duerr, Jon Foy, Colin Smith y Steve Weinik lanzaron Resurrect Dead: The Mystery of the Toynbee Tiles, un documental independiente sobre las placas. El documental fue elegido en el Festival de cine de Sundance en la categoría de Documental Americas, y Foy ganó en la categoría de Dirección.